# Filip Sojka
Filip Sojka (ur. 7 czerwca 1969 w Szczecinie) − polski muzyk sesyjny, basista, kompozytor i aranżer, absolwent Wydziału Jazzu i Muzyki Rozrywkowej Akademii Muzycznej w Katowicach. Znany jest szczególnie ze swojej pracy jako sideman z wieloma polskimi i światowymi wykonawcami różnych gatunków muzycznych. W swoim dorobku artystycznym ma również albumy solowe utrzymane w konwencji fusion - „KGB” (1996), „Bassmedia” (2000), Powrót do gry” (2009), na których często można usłyszeć jego bardziej złożone technicznie kompozycje oraz bardziej solistyczne podejście do gitary basowej - przykładem jest utwór „Bad Lieutenant” z płyty „Powrót do Gry”.
Jest autorem muzyki ilustracyjnej - Youth Dynamite (2003), „Colours and Moods of Electronic Music” (2005), kompozytorem muzyki na płytach Lidii Kopani i Ellie oraz współautorem utworów Kayah, Borysa Szyca, Justyny Steczkowskiej i Rafała Brzozowskiego. Współkomponował muzykę do programów "Wiesz czy nie wiesz" i "Koło Fortuny" (od 2017) oraz współkomponował i współaranżował utwory do filmu "Jak zostać gwiazdą?". 
Współpracował m.in. z: Kayah, Edytą Górniak, Ewą Bem, Goranem Bregovicem, Danzelem, Robem Hoffmanem, Mietkiem Szcześniakiem, Edytą Bartosiewicz, Kubą Badachem, Krzysztofem Herdzinem oraz Leszkiem Możdżerem. Uczestnik i laureat festiwali Jazz Juniors 93, Poznań Jazz Fair 93, 17 Leverkusener Jazztage. Wykonywał utwory w filmach Świąteczna przygoda oraz Dublerzy.
Od roku 2012 nagrywa i występuje z Rafałem Brzozowskim.
Od roku 2022 jest wykładowcą na Wydziale Artystycznym Uniwersytetu Marii Curie-Skłodowskiej w Lublinie.
Pełni funkcję kierownika muzycznego w programie Jaka to melodia? (od 2023) oraz „Daje słowo Maciej Orłoś” (od 2024).

## Autorskie albumy
- KGB (1996)
- Bassmedia (2000)
- Youth Dynamite (2003)
- Colours and moods of electronic music (2005)
- Powrót do gry (2009)

## Wybrana dyskografia
- Formacja Nieżywych Schabuff – Urodziny (1993)
- Formacja Nieżywych Schabuff – Nasze piosenki najlepsze (1994)
- Formacja Nieżywych Schabuff – Fantomas (1995)
- Kayah – Kamień (1995)
- Andrzej Krzywy – Premiera (1996)
- Kayah – Zebra (1997)
- Robert Janson – Trzeci wymiar (1997)[17]
- Artur Gadowski – Artur Gadowski (1998)
- Maryla Rodowicz – Przed zakrętem (1998)
- Piasek – Piasek (1998)
- Reni Jusis – Era Renifera (1999)
- Piasek – Popers (2000)
- Kayah – JakaJaKayah (2000)
- Ryszard Rynkowski - Intymnie (2001)
- Robert Janowski – Nieważkość (2001)[18]
- Kayah – Stereotyp (2003)
- Marek Kościkiewicz – Moment (2003)[19]
- Kayah – The best & The rest (2005)
- Krzysztof Herdzin – Dancing Flowers (2005)
- Justyna Steczkowska – Daj mi chwilę (2007)
- Przemysław Gintrowski – Tren (2008)
- Lidia Kopania – Przed Świtem (2008)
- Borys Szyc – Feelin'good (2009)
- Roch Poliszczuk - 10 lat (2009)
- Ellie – Co mi w duszy gra (2011)
- Poland ...Why Not – White and Red Edition (2011)
- 3 Jazz Soldiers - Odłamkowa (2012)[20]
- Rafał Brzozowski - Mój czas (2014)[7]
- Bartek Grzanek - Duch (2015)
- Rafał Brzozowski - Moje serce to jest muzyk. Polskie standardy (2016)
- Nocny Stróż - W która Stronę (2022)[21]